# Kuromatsunai
Kuromatsunai (japanska: 黒松内町?, Kuromatsunai-chō) är en landskommun (köping) i Hokkaido prefektur i Japan.    